# 이싸갈 지파
이싸갈 지파(공동번역성서, 로마 가톨릭교회), 잇사갈 지파(개역개정)는 이스라엘 민족을 이루는 열두 지파의 구성원이다. 야곱이 레아를 통해 낳은 아들인 이싸갈의 후손으로 전해지나, 역사학자들은 이것이 후에 이싸갈 지파의 기원을 설명하기 위해 창작된 이야기로 본다.

## 성경에서
모세오경에서 이싸갈  지파는 야곱의 아들 이싸갈의 후손으로 기록되어 있다.
여호수아기에서 여호수아의 지휘 아래 가나안을 점령한 뒤 가나안 땅을 상속받는 지파 중 하나로 등장한다. 이 정벌사건에 대해 여러 견해가 있는데, 성서학자 케네스 키친은 기원전 1200년으로 추정했고 기원전 1500년경으로 추정하는 견해도 있다. 그러나 대부분의 역사학자들은 여호수아의 지휘 아래 가나안을 정벌한 여호수아기의 사건이 실제로 일어난 적이 없다고 본다. 그보다 이스라엘 지파 대부분이 실제로는 가나안의 토착민이었다고 보는 것이 주류 의견이다.:4
여호수아가 가나안 땅을 정복한 이후 기원전 1050년경에 이스라엘 왕국이 성립되거 전 까지 이싸갈 지파는 느슨한 이스라엘 부족 연맹의 일부로 묘사된다. 당시 이스라엘에는 중앙 정부가 존재하지 않았기 때문에 민족적인 위기가 닥치면 판관들이 나서서 민족을 이끌었다.
블레셋의 위협이 커지자 이스라엘 부족들은 강력한 중앙집권적 군주제를 형성하기로 결정했고, 이싸갈 지파는 사울을 초대 왕으로 둔 새로운 왕국에 합류했다. 사울이 죽은 후에도, 유다 지파를 제외한 모든 지파들은 사울 가문에 충성을 다하여 그의 아들 이스보셋을 왕으로 모셨다. 그러나 이스보셋이 죽은 뒤에는 에브라임 지파도 다른 이스라엘 지파들과 함께 유다 왕 다윗을 다시 왕국의 왕으로 삼았다. 그러나 이스라엘 왕국의 초대 왕들의 실존 여부에 대해서는 학계에서 여러 반대 의견이 있다.
역대상 7장에서 잇사갈 지파 중 싸울 수 있는 인원이 87,000명이었으며, 모두 "다 용감한 장사"(개역개정)라고 기록한다. 같은 책인 역대상 12장에서는 이싸갈 지파의 지도자들이 "시세에 밝아 이스라엘이 해야 할 바를 잘 아는 현자"(공동번역)였다고 기록한다. 여기서 "시세에 밝아"라는 구절은 기회를 잘 잡는다는 뜻으로, 경험이 많고 세상에 대한 지식이 많아 자기들에게 주어진 기회를 잘 활용한다는 의미로 사용되었다는 설명이 있다. 또한 판관기에서 가나안 토착민을 쫓아내지 못한 민족을 기술할 때 이싸갈 지파는 포함되지 않았다.
12세기경에 활동한 랍비인 다윗 김히는 역대상 9장 1절의 내용에 주식을 달아 설명할 때, 유다의 땅에 살던 이싸갈 지파와 에브라임 지파, 므나쎄 지파, 즈불룬 지파 사람들은 유다 왕국의 사람들이 바빌론 유수로부터 돌아올 때 같이 돌아와 거기서 12세기 당시까지 살고 있다고 기록했다.

## 영토
여호수아기에서 이싸갈 지파에게 땅을 분배할 때 동쪽으로는 요르단강을, 서쪽으로는 지중해 인근의 카르멜산을, 북쪽으로는 즈불룬 지파와 납달리 지파를, 남쪽으로는 므나쎄 지파를 접하도록 분배하였다. 이 때 갈릴래아 하부와 사마리아 사이의 이스르엘 골짜기의 풍요로운 땅이 이싸갈 지파에 속하였다.